# Cicurina peckhami
Espèce
Synonymes
- Cryphoeca peckhami Simon, 1898

Cicurina peckhami est une espèce d'araignées aranéomorphes de la famille des Cicurinidae.

## Distribution
Cette espèce se rencontre aux États-Unis au Washington et au Canada en Alberta,.

## Description
La femelle holotype mesure 3 mm.
La femelle décrite par Roth en 1988 mesure 3,40 mm.

## Systématique et taxinomie
Cette espèce a été décrite sous le protonyme Cryphoeca peckhami par Simon en 1898. Elle est placée dans le genre Cicurina par Roth en 1988.

## Étymologie
Cette espèce est nommée en l'honneur de George William Peckham.

## Publication originale
- Simon, 1898 : « Descriptions d'arachnides nouveaux des familles des Agelenidae, Pisauridae, Lycosidae et Oxyopidae. » Annales de la Société entomologique de Belgique, vol. 42, p. 1-34 (texte intégral).